# Òscar da Cunha
José Òscar da Cunha (* 18. Dezember 1986) ist ein andorranischer Fußballspieler, der aktuell beim FC Santa Coloma spielt. Für die Nationalmannschaft Andorras bestritt da Cunha bisher 2 Länderspiele.